# Bob Lutz (empresario)
Robert Anthony Lutz (nacido el 12 de febrero de 1932) es un ejecutivo automotriz estadounidense de origen suizo. Durante su larga trayectoria profesional, ha desempeñado cargos directivos en los Tres Grandes fabricantes de automóviles de los Estados Unidos, habiendo sido sucesivamente vicepresidente ejecutivo (y miembro de la junta) de Ford, presidente y luego vicepresidente (y miembro de la junta) de Chrysler y vicepresidente de General Motors.

## Primeros años
Lutz nació en Zúrich, Suiza, hijo de Margaret y Robert Harry Lutz. Su padre era vicepresidente de Credit Suisse. Lutz salió de Suiza a la edad de siete años y pasó un tiempo en Scarsdale (Nueva York), se convirtió en ciudadano estadounidense en 1943 y regresó a Suiza en 1947 para asistir a la escuela en Lausana. Habla con fluidez inglés, alemán, francés y tiene conocimientos de italiano.
Obtuvo un título de grado en gestión de producción en 1961, seguido de una Maestría en Administración de Empresas especializada en mercadotecnia con los más altos honores en 1962, ambos por la Universidad de Berkeley. Consiguió este último título cuando todavía volaba con la Cuarta Ala de Reserva de los Marines y mantenía a sus hijas pequeñas vendiendo aspiradoras en Walnut Creek, California. También obtuvo un Doctorado honorario en Derecho por la Universidad de Boston en 1985 y un doctorado honoris causa en Administración por la Universidad Kettering en 2003. Es fideicomisario de la Fundación de la Universidad del Cuerpo de Marines y de la Academia Militar de los Marines.

## Carrera profesional
Después de dejar los Marines, Lutz pasó ocho años con General Motors en Europa antes de unirse a BMW y desempeñar el cargo de vicepresidente ejecutivo de ventas durante tres años. Se le atribuye parte del mérito del desarrollo del BMW Serie 3 y de su división Motorsport.
También fue vicepresidente ejecutivo de Ford Motor Company. En Ford Europa, dirigió el desarrollo de los modelos Ford Escort III y Ford Sierra, y al regresar a los EE. UU. en 1985, inició el desarrollo del Ford Explorer original y fue miembro de la junta directiva de la compañía, convirtiéndose en rival de Red Poling, que acabaría siendo nombrado director ejecutivo de Ford.
Lutz se convirtió en jefe de desarrollo de productos globales de Chrysler, incluidos los exitosos automóviles de las series Dodge Viper y LH. El expresidente y director ejecutivo de Chrysler, Lee Iacocca, quien ayudó a que la empresa volviera a ser rentable después de recibir préstamos de bancos privados respaldados por el gobierno de los EE. UU. en 1979, dijo que debería haber elegido a Lutz como su sucesor en lugar de a Bob Eaton cuando Iacocca se jubiló a finales de 1992, pero en ese momento Iacocca y Lutz no se llevaban bien. Eaton fue responsable de la venta de Chrysler a Daimler-Benz en 1998, de la que Daimler terminó retirándose en 2007 cuando vendió Chrysler a Cerberus Capital Management. Refiriéndose al desempeño laboral de Eaton, Iacocca afirmó que Lutz "se lo comería en el almuerzo".
Mientras estuvo en General Motors, defendió la importación del Holden Monaro a los Estados Unidos para comercializarse como Pontiac GTO. Otros coches como el Cadillac Sixteen Concept; Saturn Sky y Pontiac Solstice; Pontiac G8; Chevrolet Malibu; Cadillac CTS; Buick Enclave; Cadillac ELR; Cadillac CTS Cupé Concept; Chevrolet Camaro de quinta generación; prototipos de los Chevy Beat, Groove y Trax; y los modelos de 2010 de los Buick LaCrosse, Chevrolet Equinox y Cadillac SRX se dice que son iniciativas de Lutz. También enfatizó la necesidad de producir vehículos eficientes en combustible, respaldando el Chevrolet Volt en 2010.
Durante su estancia en la compañía, mantuvo el blog "Fastlane" alojado en GM Blogs.
En 2008 afirmó que "el vehículo eléctrico es inevitable".
El 9 de febrero de 2009, GM anunció que Lutz dejaría el 1 de abril de 2009 su cargo de vicepresidente de Desarrollo de productos globales para desempeñar un papel de asesor. Iba a retirarse de GM a finales de 2009. Manifestó que una de las razones de su decisión fue el creciente clima regulatorio en Washington que obligaría a GM a producir lo que querían los reguladores federales, en lugar de lo que querían los clientes. Lutz ha expresado su escepticismo sobre el tema del calentamiento global.
Durante una conferencia de prensa el 10 de julio de 2009, GM declaró que Lutz permanecería en GM como vicepresidente responsable de todos los elementos creativos de los productos y las relaciones con los clientes y que asumiría su papel como vicepresidente de Desarrollo de productos globales el 1 de abril de 2009, colaborando con Thomas G. Stephens, entonces vicepresidente ejecutivo de Global Powertrain y Global Quality. Lutz, Stephens y el jefe de diseño Ed Welburn trabajarían juntos para guiar todos los aspectos creativos del diseño. Lutz también lideraría el esfuerzo para guiar mejor las marcas de GM, y los equipos de mercadotecnia, publicidad y comunicaciones del fabricante de automóviles informarían a Lutz en un esfuerzo por desarrollar un mensaje y resultados más consistentes. Lutz reportaría directamente a Fritz Henderson y sería parte del comité ejecutivo recién formado. Lutz se retiró de General Motors el 2 de mayo de 2010.
Lutz es actualmente director de la consultora Lutz Communications. También es presidente de The New Common School Foundation, miembro del consejo de administración de la Fundación de la Universidad del Cuerpo de Marines de EE. UU. y vicepresidente del consejo de administración de la Academia Militar de los Marines en Harlingen, Texas. Se unió a la junta directiva de Transonic Combustion, Inc. el 24 de mayo de 2010.
El 6 de agosto de 2012, The NanoSteel Company, un diseñador de materiales de acero nanoestructurados, anunció una inversión de GM Ventures en la empresa. El 10 de octubre de 2012, NanoSteel anunció el nombramiento de Bob Lutz para formar parte de su junta directiva. La empresa con sede en Providence, Rhode Island, hizo público que había "logrado un avance significativo en el desarrollo de láminas de acero nanoestructuradas con una resistencia y ductilidad excepcionales" para la industria automotriz.
En 2015, Lutz fue honrado con un Premio Edison por su compromiso con la innovación en su carrera.
A fines de 2017, Lutz escribió un artículo para Automotive News en el que predijo la agitación dentro de la industria de fabricación de automóviles, anticipando la propiedad de flotas a gran escala, la eliminación de concesionarios y una prohibición final de la conducción humana de vehículos de transporte.

### Cronología de su carrera y cargos
- Cuerpo de Marines de los Estados Unidos: servicio activo Aviación naval de 1954 a 1959; voló con la reserva del ala número 4 hasta 1965.
- General Motors: Lutz comenzó su carrera automotriz en GM en septiembre de 1963, donde ocupó puestos de liderazgo en Europa hasta diciembre de 1971.
- BMW: desde 1971 hasta 1974, vicepresidente ejecutivo de Ventas Globales y Mercadotecnia de BMW en Múnich, y miembro de la junta directiva de esa empresa.
- Ford: desde 1974 hasta 1986, donde su último cargo fue vicepresidente ejecutivo de operaciones de camiones. También se desempeñó como presidente de Ford Europa y vicepresidente ejecutivo de Operaciones Internacionales de Ford (1982–86), así como miembro de la junta directiva de Ford (1982–86).[8]
- Ejecutivo en Chrysler: de 1986 a 1998. Lutz comenzó en Chrysler en 1986 como vicepresidente ejecutivo y poco después fue elegido miembro de la junta directiva de Chrysler Corporation. Dirigió todas las actividades automotrices de la compañía, incluidas las ventas, la mercadotécnia, el desarrollo de productos, la fabricación, las adquisiciones y el suministro. También desempeñó el cargo de presidente y director de operaciones, responsable de las operaciones de automóviles y camiones de Chrysler en todo el mundo.
- Director Gerente de Exide: de 1998 a 2002, fue presidente y director ejecutivo de Exide Technologies,[18] ejerciendo como presidente hasta su renuncia el 17 de mayo de 2002 y como miembro del directorio de Exide hasta el 5 de mayo de 2004.
- General Motors: de 2001 a 2010. Lutz se reincorporó a GM el 1 de septiembre de 2001 como vicepresidente de desarrollo de productos. El 13 de noviembre de 2001, fue nombrado presidente de GM de Norteamérica y ocupó ese cargo hasta el 4 de abril de 2005, cuando asumió la responsabilidad de Desarrollo de productos globales. También fue presidente de GM Europa de manera interina de marzo a junio de 2004. El 1 de abril de 2009, fue nombrado vicepresidente/asesor principal para brindar aportes estratégicos a las iniciativas de diseño global y productos clave de GM, cargo que ocupó hasta su jubilación, a finales de 2009. Aceptó unirse al nuevo gerente general en su puesto actual. El 23 de julio de 2009, fue nombrado vicepresidente de mercadotecnia y comunicaciones, y el 4 de diciembre de 2009, vicepresidente de diseño como asesor especial del desarrollo global de productos.[5] El 1 de mayo de 2010, Lutz se retiró de GM; pero fue contratado nuevamente por la compañía en septiembre de 2011.[19]
- Lutz Communications: de 2010 al presente. Fundador y director de su propia compañía, que describe como "una firma de consultoría de negocios universal con énfasis en los negocios en movimiento".[20]
- VIA Motors: 2011 al presente. Se incorporó como presidente del directorio.[21]
- VLF Automotive: 2013 al presente. Fundó la empresa junto a Gilbert Villereal.[22]

## Publicaciones
Lutz es autor de cuatro libros: 
- "Guts: the 7 Laws of Business that Made Chrysler the World's Hottest Car Company" (Agallas: Las 7 leyes de los negocios que convirtieron a Chrysler en la compañía automotriz más popular del mundo), 1998 ISBN 0471295612
- "Guts: 8 Laws of Business from One of the Most Innovative Business Leaders of Our Time" (Agallas: Las 8 leyes de negocios de uno de los líderes empresariales más innovadores de nuestro tiempo), 2003 ISBN 0471463221
- "Car Guys vs. Bean Counters: The Battle for the Soul of American Business" (Chicos del automóvil contra contadores de frijoles: la batalla por el alma de los negocios estadounidenses) por Bob Lutz, 2011 ASIN B0056XQGLS
- "Icons and Idiots: Straight Talk on Leadership" (Iconos e idiotas: Hablando claro sobre liderazgo), 2014 ISBN 159184696X

El primero de ellos, publicado en 1998 y luego revisado en 2003, trata sobre la gestión de la empresa; mientras que su segundo libro, publicado en 2003 estaba dedicado al liderazgo, y se basa parcialmente en su experiencia como aviador del Cuerpo de Marines de los Estados Unidos. Su libro de 2011, Car Guys vs. Bean Counters: The Battle for the Soul of American Business, trata sobre sus experiencias en la industria automotriz estadounidense. Obtuvo el tercer lugar en la categoría "Business Hardcover" del New York Times y el quinto en la lista del Wall Street Journal. Su libro de 2014 trata sobre sus experiencias personales con dirigentes y sus talentos y debilidades de liderazgo. Es un compendio de los más de sesenta años de observación de Lutz de líderes inspiradores y un análisis de lo que hizo que los grandes tuvieran éxito en lo que hacían.

## Vida personal
- Lutz es un conocido coleccionista de automóviles clásicos y aviones militares. Entre otras aeronaves, posee y pilota un Aero L-39 Albatros (un avión checoslovaco de adiestramiento de combate avanzado) y un helicóptero MD-500. Además, mantiene una colección de motocicletas que incluye una Suzuki GSX-1300R Hayabusa, una BMW K1200RS, una BMW K1200S, una BMW R1100S, una BMW K-1 y una BMW HP2 Sport.
- Su hermano menor, Mark A. Lutz, es profesor de economía jubilado.
- Aparece citado en el libro publicado por Motorbooks International (The Quarto Group), "Motor City Dream Garages". El capítulo 2, "Maximum Bob's Car Park", presenta la colección de coches que Lutz posee cerca de Ann Arbor, Míchigan. Rex Roy, de Detroit, es el autor del libro.
- Fue entrevistado en el documental de 2011, Revenge of the Electric Car.
- En 2012, Lutz se reafirmó como negacionista del cambio climático durante una entrevista con Bill Maher.[23]